# Barata-americana
A barata-americana (nome científico: Periplaneta americana) é uma espécie de barata dotada de asas. Elas são comuns em países de clima tropical, como o Brasil e outros países da América do Sul. Pode ser achada em diversos lugares do mundo, devido ao fato de serem transportadas acidentalmente em viagens comerciais. Por conta disso são consideradas como espécie cosmopolita.

## Distribuição
Apesar do nome, as baratas-americanas são nativas da África e do Oriente Médio. Acredita-se que eles tenham sido introduzidos nas Américas apenas a partir do século XVII d.C. como resultado de comércios, incluindo o comércio de escravos no Atlântico. Elas são agora comuns em climas tropicais porque a atividade humana ampliou a área de habitação dos insetos e sua distribuição é virtualmente cosmopolita como resultado do comércio global.
Atualmente, estas baratas voadoras e que podem ter mais de 5 centímetros de comprimento, encontram-se já na Europa, havendo registos de avistamento da espécie em Portugal, em cidades como Lisboa, Santarém e Leiria, fruto das alterações climáticas, nomeadamente, as altas temperaturas que se têm registado nos últimos anos.

## Habitat
As baratas-americanas geralmente vivem em áreas úmidas, mas podem sobreviver em áreas secas se tiverem acesso à água. Eles preferem altas temperaturas em torno de 29 °C e não toleram baixas temperaturas. Em áreas residenciais fora dos trópicos, essas baratas vivem em porões e esgotos e podem se mover ao ar livre em quintais durante o tempo quente.